# Evangelisches Gymnasium Meiningen
Das Evangelische Gymnasium Meiningen (EVG Meiningen) ist ein staatlich anerkanntes Gymnasium in der Stadt Meiningen. Es wird von der Evangelischen Schulstiftung in Mitteldeutschland der Evangelischen Kirche in Deutschland (EKD) getragen. Das EVG Meiningen ist eines von zwei Gymnasien in der südthüringischen Kreisstadt. Die Schule ist in zwei Gebäuden untergebracht, darunter ein denkmalgeschütztes Gebäude, das ehemals als Realgymnasium diente.

## Geschichte

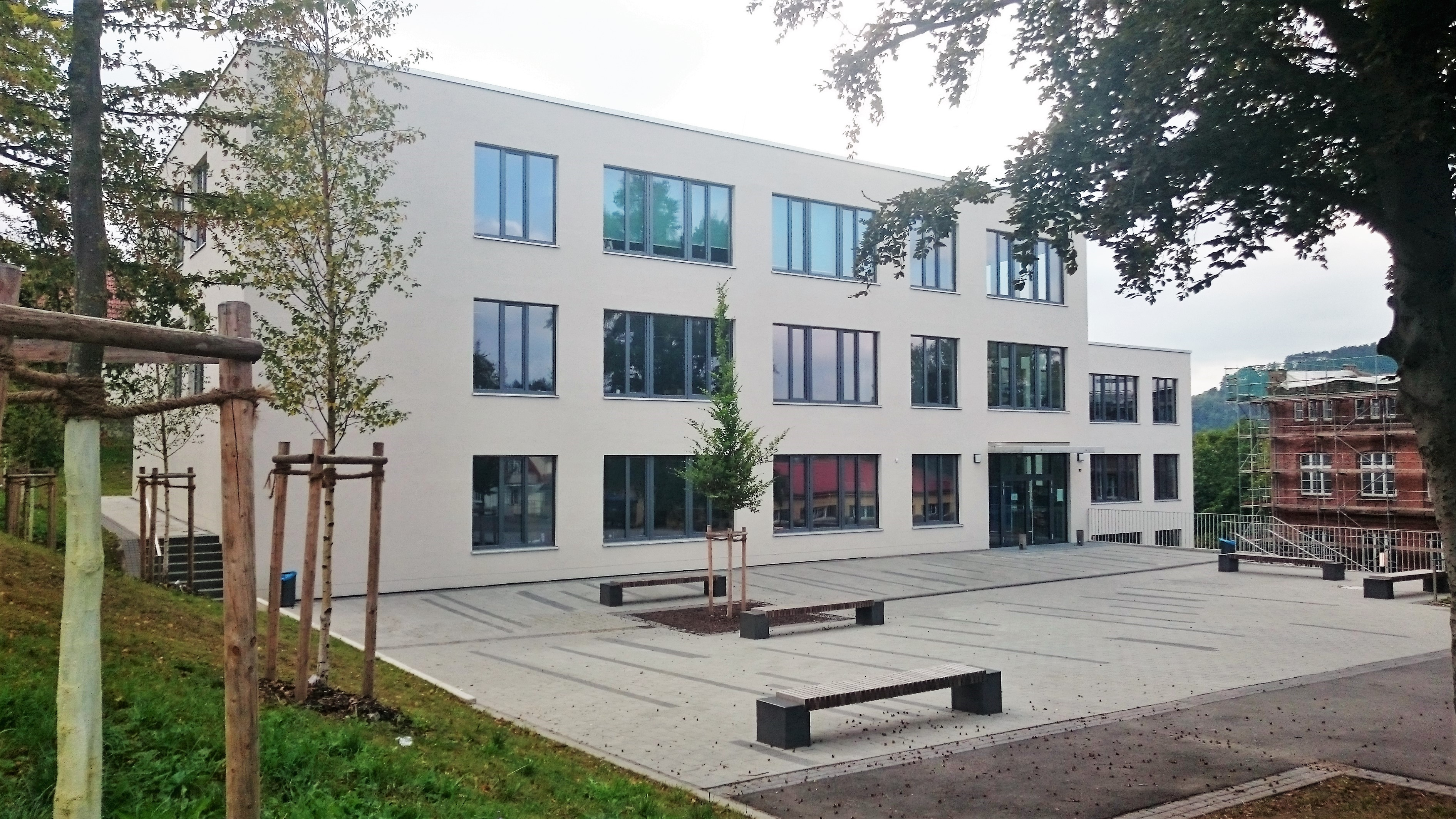
Der 2015 fertiggestellte Neubau (Oberstufengebäude) oberhalb der „Roten Schule“

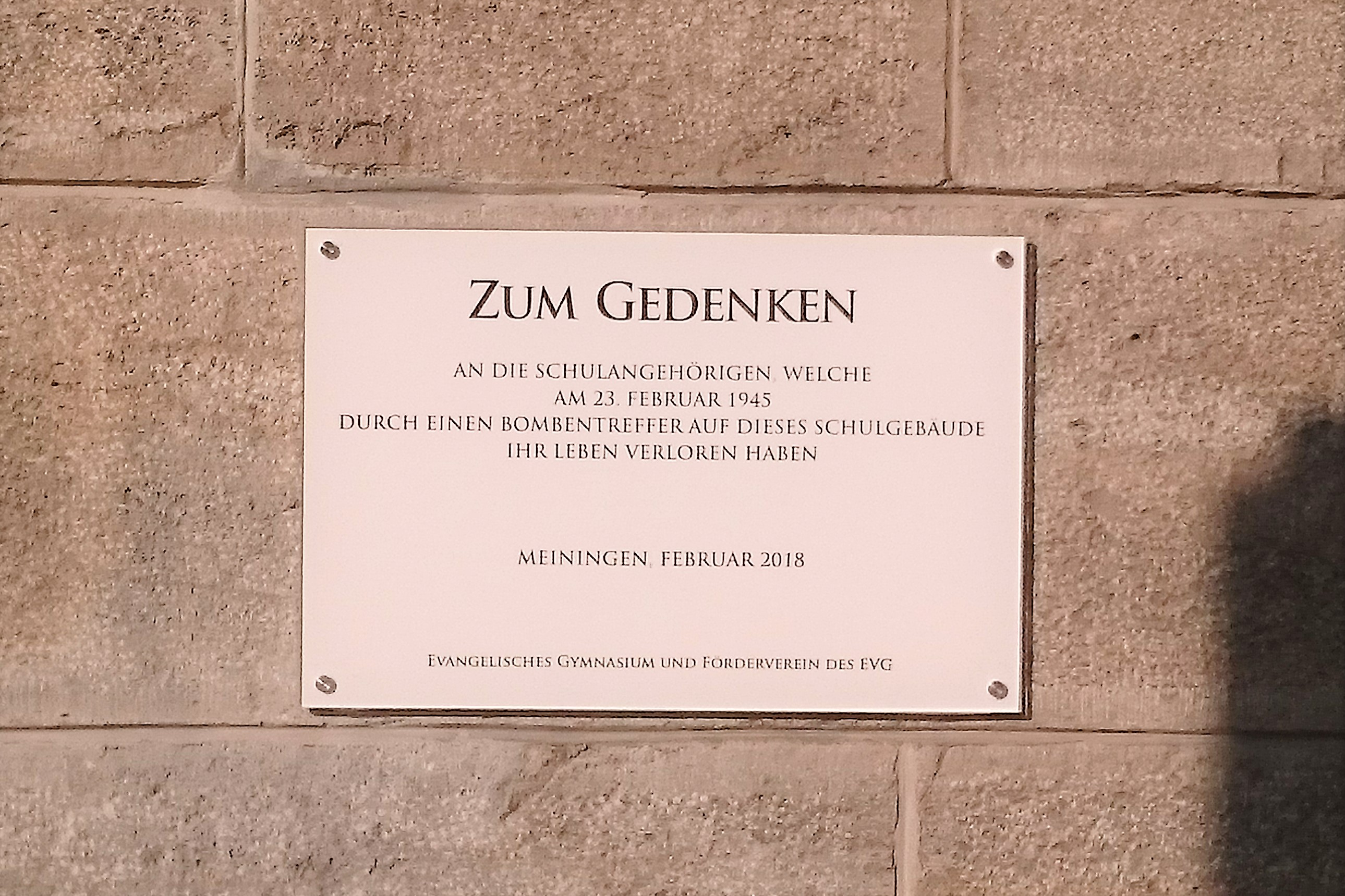
Gedenktafel zum Tod von 25 Schülern und Lehrern bei einem Luftangriff am 23. Februar 1945

Eltern aus Meiningen und Umgebung, die sich eine Alternative zum staatlichen Gymnasium wünschten, gründeten 2008 den „Verein zur Gründung und Förderung eines Gymnasiums in freier Trägerschaft in Meiningen e.V.“. Die Brügmann Consulting aus Leipzig erstellte hierzu eine „Machbarkeitsstudie zur Errichtung eines Privaten Gymnasiums in der Stadt Meiningen“ mit positivem Ergebnis. Am 23. März 2009 schloss der Verein mit der Evangelischen Schulstiftung in Mitteldeutschland einen Kooperationsvertrag zur Errichtung eines Gymnasiums in freier Trägerschaft in Meiningen. Der Schulbetrieb begann mit dem Schuljahr 2010/11 mit zwei 5. Klassen und 35 Schülern; erster Schulleiter war Torsten Kobow.
Bis 2012 war die Schule aufgrund fehlender geeigneter Räumlichkeiten in einigen Klassenräumen des Berufsbildungs- und Technologiezentrums Kloster-Rohr in der Nachbargemeinde Rohr untergebracht. Mit Beginn des Schuljahres 2012/13 zog das Gymnasium in das inzwischen freigewordene Gebäude des ehemaligen Realgymnasiums Meiningen um. Diese Entscheidung wurde maßgeblich durch den Platzmangel und den Wunsch der Eltern nach einer besseren Anbindung an die städtische Infrastruktur und Kultureinrichtungen motiviert. Unterstützung bei der Finanzierung, Öffentlichkeitsarbeit, Elternabenden und weiteren Bereichen erhält das Gymnasium vom Verein zur Förderung eines Gymnasiums in freier Trägerschaft in Meiningen e. V.
2018 schlossen die 36 Schüler des ersten Jahrgangs die Gymnasialzeit mit dem Abitur ab. Die Gesamtschülerzahl war im Vergleich zum Gründungsjahr um etwa das Zehnfache gestiegen.
Nach dem Unfalltod von Schulleiter Wolfram Pfeiffer im Juli 2020 übernahm bis zum Halbjahr 2020/2021 ein Team aus Lehrern unter der Leitung von Thomas Giesa, dem Schulleiter des Martin-Luther-Gymnasiums Eisenach, kommissarisch die Schulleitung. Zu Beginn des Kalenderjahres 2021 trat Corinne Schenka in die Position der Schulleiterin ein.

## Schulgebäude
Das denkmalgeschützte Schulgebäude, im Volksmund aufgrund seiner roten Klinker als „Rote Schule“ bekannt, wurde 1877 vom Architekten Otto Hoppe für das naturwissenschaftlich-technische „Herzogliche Realgymnasium Meiningen“ errichtet. Dieses Realgymnasium war 1838 auf Initiative von Herzog Bernhard II. von Sachsen-Meiningen und dem Meininger Landtag als Alternative zum humanistischen Gymnasium Bernhardinum gegründet worden. Während des Ersten Weltkriegs diente das Schulhaus als Lazarett, und die Schüler wurden auf verschiedene Ausweichquartiere in anderen Schulen verteilt.
Bei einem amerikanischen Luftangriff am 23. Februar 1945 wurde das Haus schwer beschädigt, 25 Schüler und Lehrer fanden dabei den Tod. Eine Gedenktafel erinnert mit folgendem Text an dieses Ereignis: „Zum Gedenken an die Schulangehörigen, welche am 23. Februar 1945 durch einen Bombentreffer auf dieses Schulgebäude ihr Leben verloren haben. Meiningen, Februar 2018. Evangelisches Gymnasium und Förderverein des EVG“.
Nach dem Zweiten Weltkrieg nutzte man das Gebäude als Grundschule. Von 1959 bis 1993 beherbergte das Schulhaus die zehnklassige Polytechnische Oberschule „Friedrich Schiller“ (FSOS). 1993 zog hier die Pestalozzischule ein und verblieb bis 2011.
Seit 2012 ist das Gebäude Heimstatt des Evangelischen Gymnasiums Meiningen. 2014/15 entstand auf dem Schulgelände wegen der künftig zu erwartenden Schülerzahl von rund 400 ein neues Gebäude zur Aufnahme weiterer Klassenräume. Der historische Altbau wurde von 2015 bis 2017 komplett saniert und modernisiert. Ein zusätzliches Gebäude für Aula und Mensa ist in Planung. Zum Gebäudeensemble gehört des Weiteren eine 1970 erbaute Schulsporthalle.

## Schulleben
Als Ganztagsschule bietet das Evangelische Gymnasium verschiedene Arbeitsgemeinschaften an, darunter die Schülerzeitung und den Schulchor.
Zu den regelmäßig stattfindenden Veranstaltungen am EVG Meiningen zählen der Adventsmarkt der Schülervertretung sowie der Musische Abend im Staatstheater Meiningen.
Der kirchliche Schulträger des Evangelischen Gymnasiums Meiningen manifestiert sich im Alltag durch verschiedene Formen der Andacht. Neben den Gottesdiensten, die in der Stadtkirche an christlichen Feiertagen wie Weihnachten und Ostern gefeiert werden, veranstaltet das Gymnasium monatlich eine Schulandacht, an der alle Schüler teilnehmen. Zusätzlich findet jeweils in der ersten Stunde am Montag einer Woche eine kurze Andacht im Klassenverband statt.
Als Schule der Evangelischen Schulstiftung Mitteldeutschland beteiligt sich das EVG Meiningen an deren Schülersprecherforum. Zwei Schülersprecher wurden für ihr Engagement 2017 auf dem Stiftungsempfang für ihr Engagement ausgezeichnet.
Das Evangelische Gymnasium Meiningen bringt sich in unterschiedlichen Formen in das gesellschaftliche Leben der Stadt Meiningen ein. Neben dem nah an der Innenstadt gelegenen Standort zeigt sich das unter anderem durch die Einbindung des Schulchors in Aufführungen des Staatstheaters Meiningen und die Teilnahme von Schul- und Schülervertretern an städtischen Veranstaltungen, Märkten und Gedenkfeiern.